# 8937 Gassan
8937 Gassan eller 1997 AK19 är en asteroid i huvudbältet som upptäcktes den 13 januari 1997 av den japanske amatörastronomen Tomimaru Okuni vid Nanyō-observatoriet. Den är uppkallad efter vulkanen Gassan i Japan.